# Cesáreo Victorino Ramírez
Cesáreo Victorino Ramírez (* 8. Februar 1947 in Mexiko-Stadt; † 19. Juni 1999 in Cuernavaca, Morelos) war ein mexikanischer Fußballspieler, der im Mittelfeld agierte. Er ist der Vater des Profifußballspielers Cesáreo Victorino Mungaray.

## Karriere

### Verein
Victorino begann seine Profikarriere 1965 bei seinem Heimatverein Cruz Azul, mit dem er in den Spielzeiten zwischen 1968/69 und 1972/73 unter anderem vier Meistertitel und dreimal in Folge den CONCACAF Champions’ Cup gewann. 
1973 wechselte er zum CSD Jalisco nach Guadalajara, bevor er 1975 in seine Heimatstadt zurückkehrte, wo er in den nächsten fünf Jahren beim Club América unter Vertrag stand. Mit den Águilas gewann er je einen weiteren Meistertitel (1975/76) und CONCACAF Champions’ Cup (1977) sowie 1978 die für die CONCACAF-Teilnehmer prestigeträchtige Copa Interamericana gegen die Boca Juniors, den Sieger der Copa Libertadores 1977.

### Nationalmannschaft
Zwischen 1967 und 1973 absolvierte Victorino insgesamt 18 Einsätze für die mexikanische Nationalmannschaft und erzielte dabei vier Tore. 
Sein Länderspieldebüt feierte er am 6. März 1967 beim 4:0 über Nicaragua. Sein letzter Länderspieleinsatz fand am 18. Dezember 1973 im Rahmen der WM-Qualifikation gegen Haiti (1:0) statt. Der Sieg am letzten Spieltag der CONCACAF-Endausscheidungsgruppe nutzte den Mexikanern allerdings ebenso wenig wie er den zur WM reisenden Haitianern schadete. 
Seine insgesamt vier Länderspieltore erzielte Victorino in den folgenden Begegnungen: 
- 16. August 1972 gegen Chile (2:0)
- 3. September 1972 gegen die USA (3:1)
- 6. September 1972 gegen Kanada (2:1)
- 16. Oktober 1973 gegen die USA (2:0)

### Weitere Angaben
Nach seiner aktiven Karriere war Victorino als Trainer tätig. Zuletzt trainierte er eine Nachwuchsmannschaft des CF Pachuca. Am 19. Juni 1999 befand er sich mit der von ihm trainierten Mannschaft auf einer Busfahrt nach Acapulco, um ein Freundschaftsspiel zu absolvieren. In unmittelbarer Nähe der Stadt Cuernavaca verunglückte der Bus. Dabei kam es zu 15 Verletzten und fünf Todesopfern, zu denen auch Cesáreo Victorino zählte.

## Erfolge
- Mexikanischer Meister: 1968/69, México 70, 1971/72, 1972/73, 1975/76
- Mexikanischer Supercup: 1969, 1976
- Mexikanischer Pokalsieger: 1969
- CONCACAF Champions’ Cup: 1969, 1970, 1971, 1977
- Copa Interamericana: 1978